# 郭立椿
郭立椿（英語：Andrew Kwok Lup Chun，1957年—2021年2月2日），香港電台節目主持、復康服務顧問、法庭特准個案經理及香港理工大學復康科學系榮譽講師。

## 簡歷
郭立椿患有先天性大脑性麻痹（腦痙攣），致使行動不便，須輪椅代步，直至9歲也沒有小學取錄。及至1967年，香港紅十字會甘迺迪中心創校，有社工接觸他的家人並鼓勵他入學。他在3年內一口氣追回6年的小學課程，其後更順利升讀筲箕灣官立中學、香港中文大學英文系學士，以至香港大學社會工作學系及法律系碩士課程，成為1970年代香港少有的殘障大學生。
郭立椿生前為香港高等法院唯一一個特準個案經理，專門協助嚴重意外受傷人士的復康工作，包括協助索償，以及照顧家庭設施、心理輔導等。
於2020年尾，郭氏因病入院，其病情曾一度好轉，但最後仍因病情急轉直下，而於2021年2月2日逝世，終年64歲。

## 出版
- 2005年 《體弱及智障人士家居訓練手冊》
- 2005年 《受傷過後 : 10個身心重創過後,展翅再生的真人真事》

## 主持節目

### 香港電台
- 非常人物生活雜誌

## 外部連結
- 香港電台主持郭立椿 （页面存档备份，存于）
- 香港電台節目《非常人物生活雜誌》 （页面存档备份，存于）